# Steve Sem-Sandberg
Pour les articles homonymes, voir Sem et Sandberg.
Steve Sem-Sandberg, né le 16 août 1958 à Oslo en Norvège, est un journaliste, romancier et traducteur suédois.

## Biographie
Ses parents, norvégiens, installés aux États-Unis de 1953 à 1958, s'installent en 1958 à Vendelsömalm (Haninge), banlieue de Stockholm, comté de Stockholm, où il grandit.
Il travaille un certain temps à la bibliothèque technique de la société Ericsson, pour qui travaille également son père.
Steve Sem-Sandberg est d'abord journaliste, pour des quotidiens suédois sérieux, le Svenska Dagbladet (1995-2008) et, depuis 2008, pour le Dagens Nyheter. Il collabore aussi à des revues spécialisées, notamment dans les magazines littéraires Vår Lösen et Vinduet, où il a signé des articles sur Birgitta Trotzig, Marguerite Yourcenar, Katarina Frostenson.
Il commence sa carrière de romancier en 1976 avec deux textes de science-fiction : Sländornas värld et Sökare i dödsskuggan.
Sans renoncer à la fiction, il donne, à partir de 1987, dans le roman historique, ou roman-documentaire non fictionel, avec la publication de De ansiktslösa (Littéralement : Les Sans-visage).
Tre romane (Trois Romans, 2011) est la reprise cohérente de trois romans déjà publiés sur des personnages féminins : Ulrike Meinhof (1934-1976) (Theres, 1996), Lou Andreas-Salomé (1861-1937) (Allt förgängligt är bara en bild - littéralement : Tout ce qui est passager n'est qu'une image -, 1999) et Milena Jesenská (1896-1944) (Ravensbrück, 2003).
Il est lauréat du prix Dobloug en 2005.
Son roman De fattiga i Łódź, traduit en français sous le titre Les Dépossédés, publié en 2009, reçoit deux prix littéraires suédois, l'Augustpriset et le Grand prix des Neuf. Ce roman, traduit en français chez Robert Laffont en 2011, traite du personnage de Chaim Rumkowski et la vie dans le ghetto de Łódź pendant la Seconde Guerre mondiale. Finaliste pour le prix Médicis étranger en 2011 et le prix Jan-Michalski de littérature en 2013, obtient le prix Transfuge du meilleur poche étranger en 2015.
Les Élus (De utvalda, 2014), qui évoque l'euthanasie des enfants sous le Troisième Reich, reçoit, en 2016, le prix Médicis étranger et le Prix Gerard-Bonnier (de).
En parallèle à son activité d'écrivain et de journaliste, il est également traducteur, notamment de John Berger et de Jon Fosse.
Il reçoit le prix de l'Académie suédoise en 2016.

## Œuvres
- Sländornas värld (1976)
- Sökare i dödsskuggan (1976)
- Menageriet (1977)
- Carina : en kärleksroman (1978)
- Glasets färger (1979)
- De ansiktslösa (1987)
- I en annan del av staden (1990)
- Den kluvna spegeln (1991)
- En lektion i pardans (1993)
- Theres (1996), roman historique
- Allt förgängligt är bara en bild (1999), roman historique
- Prag (no exit) (2002), recueil d'essais et de textes critiques
- Ravensbrück (2003), roman historique
- Härifrån till Allmänningen (2005)
- De fattiga i Łódź (2009) – Augustpriset et Grand prix des Neuf 2009 Les Dépossédés, traduit par Johanna Chatellard-Schapira, Paris, Éditions Robert Laffont, coll. « Pavillons », 2011, 587 p.  (ISBN 978-2-221-11601-2) ; réédition, Paris, 10/18, coll. « Littérature étrangère » no 4886, 2015  (ISBN 978-2-264-05288-9)
- Tre romane (2011), réédition en un seul volume des romans de 1996, 1999 et 2003
- De utvalda (2014) – Prix Médicis étranger 2016 Les Élus, traduction par Johanna Chatellard-Schapira et Emmanuel Curtil, Paris, éditions Robert Laffont, coll. « Pavillons », 2016, 550 p.  (ISBN 978-2-221-14635-4) ; réédition, Paris, 10/18, coll. « Littérature étrangère » no 5192, 2017  (ISBN 978-2-264-07097-5)
- Stormen (2016) Lettres de pluie, traduction par Johanna Chatellard-Schapira, Paris, Éditions Robert Laffont, coll. « Pavillons », 2019, 288 p.  (ISBN 978-2-221-21515-9) ; réédition, Paris, 10/18, coll. « Littérature étrangère » no 5613, 2020  (ISBN 978-2-264-07506-2)
- W (2019), W. ou la guerre (2022), traduction par Hélène Hervieu (sur Johann Christian Woyzeck)

## Sur quelques ouvrages

### Les Dépossédés
Le rêve du Président : Un État juif sous autorité allemande où la liberté a été gagnée honnêtement au prix d'un dur labeur p. 22.

### Les Élus
Le roman historique traite de l'eugénisme sous le régime nazi, pour l'euthanasie des enfants sous le Troisième Reich, Aktion Brandt (de), suite de l'Aktion T4 (1939-1941), et uniquement pour l'établissement Spiegelgrund au Steinhof, à Penzing (Vienne) en Autriche, où 800 enfants environ ont été médicalement éliminés entre 1941 et 1944.